# 交響曲第16番 (ミャスコフスキー)
交響曲第16番 ヘ長調 作品39は、ニコライ・ミャスコフスキーが1935年から翌年にかけて作曲し、「航空交響曲」の通称を持つ。交響曲は1935年5月18日に起きたマクシム・ゴーリキー号の墜落事故に着想を得たと言われている。
1. Allegro vivace
2. Andantino e simplice
3. Sostenuto. Andante marciale, ma sostenuto
4. Tempo precedente. Allegro ma non troppo

初演は1936年10月24日にモスクワにてE. Szenkar指揮モスクワ・フィルハーモニー管弦楽団により行われた。第1楽章は3連譜の伴奏と半音階的な主要主題で始まる. 第2楽章は舞曲風の間奏曲。これに葬送行進曲の第3楽章が続き、休みなくフィナーレに入る。フィナーレでは自作の歌曲『飛行機は飛んでいる』を引用する。